# Quantum software
Quantum software, Quantum software Spółka Akcyjna – spółka informatyczna, założona w 1997 r. Od 2007 Quantum jest spółką publiczną notowaną na GPW w Warszawie.

## Działalność
Firma jest producentem i dostawcą systemów informatycznych wspomagających zarządzanie łańcuchami dostaw.
Produktem firmy jest m.in. pakiet oprogramowania QGUARTM, system klasy Supply Chain Execution, służący do zarządzania strukturami produkcji i dystrybucji.
Rozwiązania firmy zawierają moduły Manufacturing Execution System, Warehouse Management System, Transport Management System oraz Yard Management System, które w drodze ewolucji uzupełniały stopniowo systemy ERP o techniki zaawansowanego zarządzania procesami logistycznymi.
W 1998 roku Quantum software otrzymało Złoty Medal na Międzynarodowych Targach Poznańskich za zasługi w dziedzinie IT dzięki wspomaganiu nowoczesnych metod pracy organizacji narzędziami IT.

## Struktura
Quantum software SA jest podmiotem dominującym grupy kapitałowej, w skład której wchodzą:
- Quantum Qguar Sp. z o.o. (KRS 0000516717) z siedzibą w Krakowie;
- Quantum International O.O.O. z siedzibą w Kijowie;
- Quantum East Sp. z o.o. (KRS 0000294284) z siedzibą w Krakowie;
- Quantum I-Services Sp. z o.o. (KRS 0000331050) z siedzibą w Krakowie;
- Quantum Mobile Solutions Sp. z o.o. (KRS 0000389822) z siedzibą w Krakowie;

## Współpraca z uczelniami
Współpraca z placówkami naukowo-badawczymi obejmuje m.in.:
- Instalacje systemów Quantum software do celów kształcenia w szkołach wyższych i uczelniach:
  - Wyższa Szkoła Logistyki w Poznaniu
  - Międzynarodowa Wyższa Szkoła Logistyki i Transportu we Wrocławiu
  - Politechnika Krakowska im. Tadeusza Kościuszki
  - Akademia Górniczo-Hutnicza im. Stanisława Staszica w Krakowie
  - Politechnika Rzeszowska im. Ignacego Łukasiewicza
  - Politechnika Śląska
- Uczestnictwo w realizacji programów nauczania dla studentów:
  - Akademia Górniczo-Hutnicza im. Stanisława Staszica w Krakowie
  - Międzynarodowa Wyższa Szkoła Logistyki i Transportu we Wrocławiu
  - Wyższa Szkoła Logistyki w Poznaniu
- Aktywna pomoc studentom i doktorantom szeregu uczelni w pozyskiwaniu wiedzy na temat metod praktycznego zarządzania procesami logistycznymi w organizacjach.
- Audyty jakości oferowanych rozwiązań dla procesów logistycznych:
  - Fraunhofer Institute – certyfikat jakości systemu klasy WMS.